# 千葉県の市町村章一覧
千葉県の市町村章一覧（ちばけんのしちょうそんしょういちらん）は、千葉県内の市町村に制定されている、あるいは制定されていた市町村章の一覧である。なお、一覧の順序は全国地方公共団体コード順による。廃止された市町村章は廃止日から順に掲載している。

## 市部
| 市         | 市章 | 由来 | 制定日         | 備考 |
| ---------- | ---- | --- | -------------- | --- |
| 千葉市     |      | 千葉氏家紋から採られ、九曜星に「千」を表したもの                                                         | 1921年5月8日   | |
| 銚子市     |      | 旭日旗を中心にし、「銚子」を図案化したもの                                                               | 1934年1月15日  | |
| 市川市     |      | 「市」を中央に置き「川」で囲んでいる                                                                     | 1937年3月16日  | 1937年2月22日に議決され、制定された |
| 船橋市     |      | 「舟」を図案化したもの                                                                                   | 1937年8月6日   | |
| 館山市     |      | 「タテ」を左右にし、「山」を中心にし、円形で表したもの                                                   | 1939年12月25日 | |
| 木更津市   |      | 「木」を円形にし、図案化したもの                                                                         | 1947年12月22日 | |
| 松戸市     |      | 旭日旗の天に上る姿を表し、「マツド」を図案化したもの                                                     | 1949年12月27日 | |
| 野田市     |      | 「の」を図案化したもの                                                                                   | 1950年11月3日  | |
| 茂原市     |      | 「も」を図案化したもの                                                                                   | 1972年7月1日   | 旧・茂原市制時の1952年7月28日の議会時に制定され、新市制施行後に継承される |
| 成田市     |      | 「N」を人のすがたにし、「NARITA」を左下に配したもの                                                      | 2006年4月29日  | 2代目の市章である 色は赤色と鼠色が指定されている |
| 佐倉市     |      | 馬のハミにつける鐶を組合わせて、桜の花としたもの                                                         | 1955年4月1日   | 佐倉藩の紋章であった |
| 東金市     |      | 二つの「と」を六枚の翼にし、組合せて円型としたもの                                                       | 1953年9月27日  | 東金町章として制定され、市制施行後に継承される |
| 旭市       |      | 新旭市の将来都市像「ひとが輝き海とみどりがつくる健康都市“旭”」をイメージし、「a」を図案化したもの        | 2005年10月29日 | 色は青色と緑色が指定されている |
| 習志野市   |      | 住宅地帯（本市では新興住宅地を表している）の集合である「習」を図案化したもの                             | 1955年8月1日   | |
| 柏市       |      | 「か」「し」「わ」を組み合わせて図案化したもの 字の比率は「わ」が最も大きい                              | 1954年11月21日 | |
| 勝浦市     |      | 「カツ」を図案化したもの                                                                                 | 1957年5月6日   | 勝浦町章として制定され、市制施行後に継承される |
| 市原市     |      | 「市」を図案化し、二つの半月を交差して中央を結んだもの                                                   | 1963年9月27日  | 1963年8月17日に公表されたものを同年9月27日に制定する |
| 流山市     |      | 全体は「流山」であり、「水の流」の図案を、篆書により略化し、流の水の装飾化されたものと組合したもの       | 1957年3月19日  | 流山町章として制定され、市制施行後に継承される 色は赤色が指定されている 1956年10月31日に公表されたものを翌年3月19日に制定する                                                                                |
| 八千代市   |      | 「や」を図案化したもの 右に傾いている                                                                    | 1959年10月1日  | 八千代町章として制定され、市制施行後に継承される |
| 我孫子市   |      | 「ア」を図案化したもの                                                                                   | 1954年11月21日 | 我孫子町章として制定され、市制施行後に継承される |
| 鴨川市     |      | 「か」を基に「鴨」を表したもの                                                                           | 2005年6月17日  | 2代目の市章である 色は赤色・橙色・青色が指定されている |
| 鎌ケ谷市   |      | 「カマガヤ」を円形にし横側に広がりを見せたもの                                                           | 1974年3月30日  | 鎌ケ谷市制時から1974年3月30日までは未制定であった |
| 君津市     |      | 「キ」を大らかに翼を張った鳥を想像して意匠化したもの                                                     | 1971年4月1日   | 2代目の君津町制時の1963年10月28日に制定され、新制君津町制時に継承され、更に市制施行後にも継承される |
| 富津市     |      | 「フツツ」を図案化したもの                                                                               | 1971年10月1日  | |
| 浦安市     |      | 「U」を太陽が昇るように図案化したもの                                                                    | 1991年4月1日   | 色は緑色と青色が指定されている 2代目の市章である |
| 四街道市   |      | 「四」「街」を円形に組み合わせ、「四」には同時に道のイメージも持たせたもの                               | 1955年3月10日  | 四街道町章として制定され、市制施行後に継承される |
| 袖ケ浦市   |      | 「ソデ」を円形に図案化したもの                                                                           | 1971年11月3日  | 旧・袖ヶ浦町制時に当時の袖ヶ浦町内の全中学校全生徒から募集されて1956年10月25日に選考され、同年10月30日に議会で決定し、議決されてから同日に制定され、新制袖ヶ浦町制時に継承され、更に市制施行後にも継承される |
| 八街市     |      | 全体をダイヤモンドにし、「八」を上下に組み合わせたもの                                                   | 1964年11月1日  | 八街町章として制定され、市制施行後に継承される |
| 印西市     |      | 「印西」のモノグラム                                                                                     | 1980年11月1日  | 1964年12月に印西町章として制定され、再制定され、市制施行後に継承される |
| 白井市     |      | 「白」を意匠化して中の点は「井」を、外の輪は「し」を意匠化したもの                                       | 1981年11月1日  | 2代目の白井町章として制定され、市制施行後に継承される |
| 富里市     |      | 「と」を「Vサイン」の交錯にし、象徴したもの                                                              | 1969年4月1日   | 色は緑色が指定されている 富里村章として制定され、町制施行後かつ市制施行後に継承される |
| 南房総市   |      | 市制施行に当たって合併した旧富浦町・富山町・白浜町・千倉町・丸山町・和田町・三芳村の6町1村を花としたもの | 2006年3月20日  | 色は赤色と緑色が指定されている |
| 匝瑳市     |      | 太平洋の波と葉を表したもの                                                                               | 2006年5月14日  | 円は橙色・上下の弧が青色・中央部分が緑色が指定されている |
| 香取市     |      | 「K」を鳥が羽ばたく形にしたもの                                                                          | 2006年9月3日   | 色は黄緑色・青色・水井色が指定されている |
| 山武市     |      | 「山」を図案化したもの                                                                                   | 2006年10月1日  | 色は橙色・緑色青色が指定されている |
| いすみ市   |      | 全体は千葉県を表しており、丸はいすみ市が位置している場所を表したもの                                     | 2005年12月5日  | 色は青緑色・水色が指定されている |
| 大網白里市 |      | 「大」を波頭の形に図案化したもの                                                                         | 1955年7月1日   | 大網白里町章として制定され、市制施行後に継承される |

## 町村部
| 郡     | 町村       | 町村章 | 由来 | 制定日         | 備考 |
| ------ | ---------- | ------ | --- | -------------- | --- |
| 印旛郡 | 酒々井町   |        | 三角形は千葉県・円は北総台地と人の和を表したものであり、当町の位置に「酒」を配したもの                             | 1965年4月11日  | 1984年11月25日に告示され、一部改正される 色は青色が指定されている                                                 |
| 印旛郡 | 栄町       |        | 「栄」を図案化したもの                                                                                             | 1956年4月3日   | |
| 香取郡 | 神崎町     |        | 「コウザキ」を図案化したもの                                                                                       | 1957年4月1日   | |
| 香取郡 | 多古町     |        | 全体は当町の姿を意匠化し、円を「農業、工業、商業」を目的とする三本の柱で表したもの                                 | 1975年6月18日  | 色は緑色・青色・黄色が指定されている                                                                              |
| 香取郡 | 東庄町     |        | 「庄」を中に「とうの」を円型に意匠化したもの                                                                       | 1965年12月1日  | |
| 山武郡 | 九十九里町 |        | 「九十」を堅く組合わせて、男性的に図案化したもの                                                                   | 1962年10月10日 | |
| 山武郡 | 芝山町     |        | 円型と四つの翼を表したもの                                                                                         | 1966年2月17日  | |
| 山武郡 | 横芝光町   |        | 「よひ」を図案化し、自然環境と栗山川の流れと九十九里浜と太平洋を表したもの                                         | 2006年3月27日  | 色は赤色・緑色・青色が指定されている                                                                              |
| 長生郡 | 一宮町     |        | 外輪は一宮の「一」中はいちのみやの「み」をまるく安定した形に納め図案化をしたもの                                   | 1973年11月28日 | |
| 長生郡 | 睦沢町     |        | 「ム」を正三角形の安定した形に収め、図案化したもの                                                                 | 1973年6月20日  | 睦沢村章として制定されたものを町制施行後に継承される 色は「ム」は白色・外円は青色・内円の中は緑色が指定されている |
| 長生郡 | 長生村     |        | 「ち」を図案化したもの                                                                                             | 1971年1月12日  | |
| 長生郡 | 白子町     |        | 「白子」を丸く図案化したもの                                                                                       | 1974年12月19日 | |
| 長生郡 | 長柄町     |        | 「ナ」を円く意匠化の基本にしたもの                                                                                 | 1963年1月1日   | |
| 長生郡 | 長南町     |        | 「長ナン」を意匠化しかつそれを基本にし、その中で特に「ナン」は庁南町・西村・東村・豊栄村の四町村の合併を表したもの | 1970年6月1日   | 1970年12月12日に再制定される                                                                                      |
| 夷隅郡 | 大多喜町   |        | 旧・大多喜町・老川村・西畑村・総元村・上瀑村の五町村を「和（輪）」にし、五足の星にして表したもの                   | 1958年1月15日  | |
| 夷隅郡 | 御宿町     |        | 「オン」を図案化したもの                                                                                           | 1965年3月9日   | |
| 安房郡 | 鋸南町     |        | 「キョナン」・「き」を意匠化し、中心に配置したもの                                                                 | 1975年10月27日 | 1975年11月3日に適用される                                                                                         |

## 廃止された市町村章
| 市郡       | 町村       | 市町村章         | 由来 | 制定日           | 廃止日        | 備考                                                                                       |
| ---------- | ---------- | ---------------- | --- | ---------------- | ------------- | ------------------------------------------------------------------------------------------ |
| 千葉郡     | 泉町       | 作成されていない | 作成されていない | 作成されていない | 1963年4月10日 |                                                                                            |
| 旭市       |            |                  | 三つの「ア」と源義仲（木曽義仲）の紋章であるササリンドウを配したもの | 1950年3月        | 1964年2月17日 | 旭町章として制定され、初代の市章として継承される                                           |
| 山武郡     | 土気町     |                  | 不明 | 1968年2月1日     | 1969年7月15日 | 色は地色は朱土色であり、紋章は金色が指定されている                                         |
| 君津郡     | 平川町     |                  | 「平川」を組み合わせて図案化したもの | 1965年4月1日     | 1971年11月3日 |                                                                                            |
| 長生郡     | 本納町     | 作成されていない | 作成されていない | 作成されていない | 1972年5月1日  |                                                                                            |
| 印旛郡     | 白井町     |                  | 「白井」は井戸や泉から湧き出る綺麗な水が出る場所が多く、そこから出る井戸の「井」で「白」を囲んだもの                                                                                               | 1900年           | 1981年11月1日 | 白井谷清村組合村章として制定され、白井村に改称後かつ白井町制後に初代の町章として制定された |
| 浦安市     |            |                  | 「ウラ」を図案化したもの | 1959年10月27日   | 1991年4月1日  | 初代の浦安町章として制定され、市制施行後に継承された                                       |
| 東葛飾郡   | 関宿町     |                  | 中央部に「セ」を図案化し、円は江戸川と利根川を表したもの | 1985年9月14日    | 2003年6月6日  | 1985年11月23日に再制定される 制定前は作成されなかった                                      |
| 鴨川市     |            |                  | 「カ」を鳥の形に表したもの | 1971年7月5日     | 2005年2月11日 |                                                                                            |
| 安房郡     | 天津小湊町 |                  | 「天」と「杉」を合わせているもの | 1981年1月1日     | 2005年2月11日 |                                                                                            |
| 東葛飾郡   | 沼南町     |                  | 「シ」を図案化したもの | 1974年8月9日     | 2005年3月28日 |                                                                                            |
| 旭市       |            |                  | 旭日昇天を図案化し、日の丸は太陽を、「ア」は波頭を表したもの | 1964年2月17日    | 2005年7月1日  | 2代目の市章である                                                                          |
| 海上郡     | 海上町     |                  | 「ウナカミ」を滝郷村・嚶鳴村・鶴巻村の三村の合併に由来する三つの輪として結んだもの | 1957年9月20日    | 2005年7月1日  |                                                                                            |
| 海上郡     | 飯岡町     |                  | 中央部に「岡」を配し、左右両方に「イ」・全体は丸で想像したもの | 1968年6月        | 2005年7月1日  |                                                                                            |
| 香取郡     | 干潟町     |                  | 「干」と八万田の「田」を図案化したもの | 1970年4月10日    | 2005年7月1日  |                                                                                            |
| 夷隅郡     | 夷隅町     |                  | 太陽と人の和を表現する大きな円の中にもう一つの円と三角形で人の形を表したもの | 1973年10月3日    | 2005年12月5日 | 色は緑色が指定されている                                                                   |
| 夷隅郡     | 大原町     |                  | 「大」と太平洋の黒潮が躍る海原と町の「和」を図案化したもの | 1973年1月1日     | 2005年12月5日 |                                                                                            |
| 夷隅郡     | 岬町       |                  | 三条の円周線は「ミ」を表わし、外枠の太線は大地・内枠の二条は海の波動・中央上部の円は旭日昇天を形造ったもの                                                                                         | 1981年6月11日    | 2005年12月5日 |                                                                                            |
| 八日市場市 |            |                  | 「八日一バ」を円形に図案化したもの | 1954年7月1日     | 2006年1月23日 |                                                                                            |
| 匝瑳郡     | 野栄町     |                  | 円の上半分は「の」・円の上二本の線は「サ」・円の下半分は「サ」を表したもの | 1977年9月6日     | 2006年1月23日 |                                                                                            |
| 安房郡     | 富浦町     |                  | 「と」を三つ巴にし、町の名産であるビワの形にしたもの | 1978年11月4日    | 2006年3月20日 |                                                                                            |
| 安房郡     | 富山町     |                  | 三つの「ト」で「富」・二つの「山」（富山・伊予ヶ岳）を丸めて表したもの | 1975年1月15日    | 2006年3月20日 |                                                                                            |
| 安房郡     | 白浜町     |                  | 「白ハマ」を意匠化したもの | 1980年12月18日   | 2006年3月20日 |                                                                                            |
| 安房郡     | 千倉町     |                  | 太陽と公害のない海と山、四方に向かって発展していく姿を表したもの | 1975年10月27日   | 2006年3月20日 |                                                                                            |
| 安房郡     | 丸山町     |                  | 中の円と山の字は「丸山」を図案化したもの | 1975年7月1日     | 2006年3月20日 |                                                                                            |
| 安房郡     | 和田町     |                  | 「和（ワ）」は三町村合併（和田町・北三原村・南三原村の一部）を三枚の花びらで表わし芯に「田」を設け、花の形としたもの                                                                               | 1981年7月20日    | 2006年3月20日 |                                                                                            |
| 安房郡     | 三芳村     |                  | 「ミヨシ」を円形に意匠化したもの | 1973年9月1日     | 2006年3月20日 | 制定前は作成されていなかった                                                               |
| 成田市     |            |                  | 周囲の六輪は成田町周辺六カ村（八生村・中郷村・久住村・豊住村・遠山村・公津村）を表し、中央の輪を抱き、「成」を配したもので、また、各輪各々が重なっているのは、和による大同団結を意味したものである | 1954年5月7日     | 2006年3月27日 | 初代の市章である                                                                           |
| 香取郡     | 下総町     |                  | 「下」を人文字かつ輪は合併前の三町村（滑河町・小御門村・高岡村）を表し「総」を中心に配したもの | 1974年6月24日    | 2006年3月27日 |                                                                                            |
| 香取郡     | 大栄町     |                  | 「大エイ」を丸く接続して図案化したもの | 1974年8月1日     | 2006年3月27日 |                                                                                            |
| 佐原市     |            |                  | 「サ」を産業の「サ」に通じさせ、利根川の漣と釣の水郷を表したもの | 1951年10月15日   | 2006年3月27日 |                                                                                            |
| 香取郡     | 小見川町   |                  | 中の図形は水を表し、水郷の邑を意味したもの | 1961年4月7日     | 2006年3月27日 |                                                                                            |
| 香取郡     | 山田町     |                  | 山の形と田の字を円形に図案化したもの | 1962年6月1日     | 2006年3月27日 | 色は黒色と黄色が指定されている                                                             |
| 香取郡     | 栗源町     |                  | 本町の地形を図形化したもの | 1972年1月1日     | 2006年3月27日 |                                                                                            |
| 山武郡     | 成東町     |                  | 「N」を示し、それを輪で囲んだもの | 1960年5月20日    | 2006年3月27日 |                                                                                            |
| 山武郡     | 山武町     |                  | 山を山武杉の生育を象徴化したもの | 1964年1月1日     | 2006年3月27日 |                                                                                            |
| 山武郡     | 松尾町     |                  | 松葉を円形に意匠化したもの | 1959年1月10日    | 2006年3月27日 |                                                                                            |
| 山武郡     | 蓮沼村     |                  | ｢ハ｣の字を日の出に、三本の線を水平線として図案化したもの | 1968年6月1日     | 2006年3月27日 |                                                                                            |
| 山武郡     | 横芝町     |                  | 「ヨコ芝」を図案化したもので、三つの分線を表したもの | 1959年3月16日    | 2006年3月27日 |                                                                                            |
| 匝瑳郡     | 光町       |                  | 「光」を円く図案化したもので、四つの空間は合併の関係四村（南条村・東陽村・白浜村・日吉村）を意味したもの                                                                                           | 1955年3月        | 2006年3月27日 |                                                                                            |
| 印旛郡     | 印旛村     |                  | 「印」を小円で象り、大きな円の中に「バ」を示して、鋭角の突起を組み込んでいるもの | 1965年4月30日    | 2010年3月23日 |                                                                                            |
| 印旛郡     | 本埜村     |                  | 稲穂の中に「本」を配したもの | 1913年4月1日     | 2010年3月23日 |                                                                                            |

### 書籍
- 小学館辞典編集部 編『図典 日本の市町村章』（初版第1刷）小学館、2007年1月10日。ISBN 4095263113。
- 中川幸也『シリーズ人間とシンボル第2号「都市の旗と紋章」』中川ケミカル、1987年10月11日。
- 丹羽基二『日本の市章 （東日本）』保育社、1984年4月5日。
- 望月政治『都章道章府章県章市章のすべて』日本出版貿易株式会社、1973年7月7日。
- NHK情報ネットワーク『NHKふるさとデータブック3 [関東]』日本放送協会、1992年4月1日。
- 国際図書『事典　シンボルと公式制度』国民文化協会、1968年。

### 自治体書籍

#### 北西部
- 浦安町誌編纂委員会『浦安のあゆみ』千葉県東葛飾郡浦安町、1970年3月。
- 浦安町誌編纂委員会『浦安町誌 下巻』千葉県東葛飾郡浦安町、1974年11月。
- 沼南町役場『データしょうなん平成16年版』千葉県東葛飾郡沼南町総務部事務管理課。
- 関宿町役場『関宿町例規集』千葉県東葛飾郡関宿町。
- 千葉日報『千葉日報 昭和60年11月24日号』千葉日報、1985年11月24日。
- 白井町『広報しろい 昭和56年3月1日号』千葉県印旛郡白井町、1981年3月1日。
- 沼南町役場『沼南町例規集』千葉県東葛飾郡沼南町。

#### 北東部
- 土気町役場『土気町例規集』千葉県千葉郡土気町。
- 旭市役所『旧・旭市例規集』千葉県旭市。
- 海上町役場『海上町例規集』千葉県海上郡海上町。
- 飯岡町役場『飯岡町例規集』千葉県海上郡飯岡町。
- 干潟町役場『干潟町例規集』千葉県香取郡干潟町。
- 八日市場市役所『八日市場市例規集』千葉県八日市場市。
- 野上町役場『野上町例規集』千葉県匝瑳郡野上町。
- 成田市役所『旧・成田市例規集』千葉県成田市。
- 大栄町役場『大栄町例規集』千葉県安房郡大栄町。
- 佐原市役所『佐原市例規集』千葉県佐原市。
- 小見川町役場『小見川町例規集』千葉県香取郡小見川町。
- 山田町役場『山田町例規集』千葉県香取郡山田町。
- 栗源町役場『栗源町例規集』千葉県香取郡栗源町。
- 成東町役場『成東町例規集』千葉県山武郡成東町。
- 山武町役場『山武町例規集』千葉県山武郡山武町。
- 松尾町役場『松尾町例規集』千葉県山武郡松尾町。
- 蓮沼村役場『蓮沼村例規集』千葉県山武郡蓮沼村。
- 横芝町役場『横芝町例規集』千葉県山武郡横芝町。

#### 南部
- 茂原市『広報もばら1955 - 1973(昭和30 - 48)　1』千葉県茂原市、1973年。
- 夷隅町役場『夷隅町誌 通史編』千葉県夷隅郡夷隅町編纂委員会、2004年12月。
- 夷隅町役場『夷隅町例規集』千葉県夷隅郡夷隅町。
- 大原町役場『大原町例規集』千葉県夷隅郡大原町。
- 夷隅町役場『岬町例規集』千葉県夷隅郡夷隅町。
- 袖ケ浦市史編纂委員会『袖ヶ浦市史 通史編3』千葉県袖ケ浦市、2000年3月。
- 平川町史編纂委員会『平川町史』千葉県君津郡平川町、1973年。
- 鴨川市役所『旧・鴨川市例規集』千葉県鴨川市。
- 天津小湊町役場『天津小湊町例規集』千葉県安房郡天津小湊町。
- 富浦町役場『富浦町例規集』千葉県安房郡富浦町。
- 白浜町役場『白浜町例規集』千葉県安房郡白浜町。
- 千倉町役場『千倉町例規集』千葉県安房郡千倉町。
- 丸山町役場『丸山町例規集』千葉県安房郡丸山町。
- 和田町役場『和田町例規集』千葉県安房郡和田町。